# Julia Bienias
Pour les articles homonymes, voir Bienias.
Julia Louise Bienias est une biostatisticienne américaine connue pour ses publications très citées sur la maladie d'Alzheimer.

## Éducation et carrière
Bienias soutient une thèse de doctorat intitulée Design and Analysis of Time-to-Pregnancy Studies (Conception et analyse des études sur le temps jusqu'à la grossesse) en 1993 à la Harvard School of Public Health (en) sous la direction de Louise M. Ryan. Elle a travaillé pour le Bureau du recensement des États-Unis, pour le Rush University Medical Center (en) et pour la Nielsen Corporation (en).

## Travaux et recherches
Ses travaux portent essentiellement sur la maladie d'Alzheimer (MA).
L'impact du patrimoine génétique sur le risque de développer des maladies neurodégénératives (MA, notamment) et la valeur prédictive d'un trouble cognitif léger chez les hommes dont l'organisme ne se détoxifie pas assez vite.
L'effet d'un régime riche en acides gras polyinsaturés oméga-3 et omega-6, et pauvre en acides gras saturés sur la diminution du risque de développer la maladie d'Alzheimer. L’équipe de chercheurs de l'université de Pennsylvanie dont elle fait partie a montré que « chez les personnes atteintes de déficience cognitive légère, de problèmes de mémoires ou de début de maladie d’Alzheimer, la fabrication de certains de ces phospholipides (notamment les plasmalogènes, indispensables au bon fonctionnement du tissu nerveux) était défaillante. En temps normal, ces graisses (qui contiennent les précieux oméga-3) quittent le foie et rejoignent le cerveau par l’intermédiaire des vaisseaux sanguins. Mais dans les cas cités précédemment, les chercheurs ont constaté des taux circulant anormalement faibles, signe que la production au niveau du foie est altérée ». Cette baisse de la production accompagne vraisemblablement le vieillissement. Mais plusieurs facteurs peuvent influencer son vieillissement. « Certaines affections comme le diabète et l’obésité obligent le foie à travailler plus activement, pour métaboliser les acides gras, ce qui aboutit à une « fatigue » prématurée. Il est probable aussi que certaines personnes possèdent des gènes qui les prédisposent à une altération plus rapide du métabolisme des lipides dans le foie, et ces gènes sont d’ailleurs associés à la maladie d’Alzheimer. Chez ces personnes, la supplémentation en oméga-3 fonctionne moins bien car le foie n’est pas capable d’utiliser l’ensemble des précieuses ressources qui arrivent jusqu’à lui. Une partie des oméga-3 ingérés n’ira donc jamais jusqu’au cerveau ».

## Distinctions
- 2005 : présidente annuelle du Caucus for Women in Statistics[5].
- 2019 : membre de l'Institut international de statistique[6]
- 2021 : membre de la Société américaine de statistique[7].

## Publications (sélection)
- Robert S. Wilson, « Participation in Cognitively Stimulating Activities and Risk of Incident Alzheimer Disease », Journal of the American Medical Association, vol. 287, no 6,‎ février 2002, p. 742–8 (PMID 11851541, DOI 10.1001/jama.287.6.742 )
- Martha Clare Morris, Denis A. Evans, Julia L. Bienias, Christine C. Tangney, David A. Bennett, Robert S. Wilson, Neelum Aggarwal et Julie Schneider, « Consumption of Fish and n-3 Fatty Acids and Risk of Incident Alzheimer Disease », Archives of Neurology, vol. 60, no 7,‎ juillet 2003, p. 940–6 (PMID 12873849, DOI 10.1001/archneur.60.7.940 )
- Liesi E. Hebert, Paul A. Scherr, Julia L. Bienias, David A. Bennett et Denis A. Evans, « Alzheimer Disease in the US Population », Archives of Neurology, vol. 60, no 8,‎ août 2003, p. 1119–22 (PMID 12925369, DOI 10.1001/archneur.60.8.1119 )
- Julia L. Bienias, Laurel A. Beckett, David A. Bennett, Robert S. Wilson et Denis A. Evans, « Design of the Chicago Health and Aging Project (CHAP) », Journal of Alzheimer's Disease, vol. 5, no 5,‎ novembre 2003, p. 349–355 (PMID 14646025, DOI 10.3233/JAD-2003-5501)
- Zoe Arvanitakis, Robert S. Wilson, Julia L. Bienias, Denis A. Evans et David A. Bennett, « Diabetes Mellitus and Risk of Alzheimer Disease and Decline in Cognitive Function », Archives of Neurology, vol. 61, no 5,‎ mai 2004, p. 661–6 (PMID 15148141, DOI 10.1001/archneur.61.5.661 )
- Jeremiah Kelly, Julia Bienias, Avni Shah, Kathleen Meeke, Julie Schneider, Edwin Soriano et David Bennett, « Levels of Estrogen Receptors α and β in Frontal Cortex of Patients with Alzheimers Disease: Relationship to Mini-Mental State Examination Scores », Current Alzheimer Research, vol. 5, no 1,‎ 2008, p. 45–51 (ISSN 1875-5828, DOI 10.2174/156720508783884611)
- Kristin R. Krueger, Robert S. Wilson, Julia M. Kamenetsky, Lisa L. Barnes, Julia L. Bienias et David A. Bennett, « Social Engagement and Cognitive Function in Old Age », Experimental Aging Research, vol. 35, no 1,‎ 2009, p. 45–60 (ISSN 0361-073X, DOI 10.1080/03610730802545028)